# Unione Panafricana per la Democrazia Sociale
L'Unione Panafricana per la Democrazia Sociale (in francese: Union panafricaine pour la démocratie sociale - UPDS) è un partito politico congolese di orientamento socialdemocratico.
Fu fondato nel 1991 da Pascal Lissouba, eletto presidente della Repubblica in occasione delle presidenziali del 1992 e destituito nel 1997 a seguito delle rivolte promosse soprattutto da Denis Sassou Nguesso. Lissouba fu costretto all'esilio in Francia.
Dal 2006 segretario del partito è Pascal Tsaty Mabiala.

## Risultati elettorali
| Elezione          | Seggi    |
| ----------------- | -------- |
| Parlamentari 2007 | 11 / 137 |
| Parlamentari 2012 | 7 / 136  |
| Parlamentari 2017 | 8 / 151  |
| Parlamentari 2022 | 7 / 151  |

| Controllo di autorità | LCCN (EN) no98065749 |